# Pyrginae
Pyrginae este o subfamilie de fluturi din familia Hesperiidae, ce conține specii cu aripi inferioare late. Subfamilia a fost stabilită de Hermann Burmeister în 1878. 
Este încă a doua cea mai bogată subfamilie de Hesperiidae, deși un număr considerabil de specii (cam 1000) au fost mutate în altă superfamilie.

## Descriere

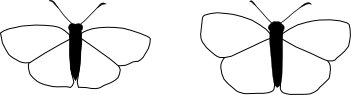
Poziţia tipică de relaxare

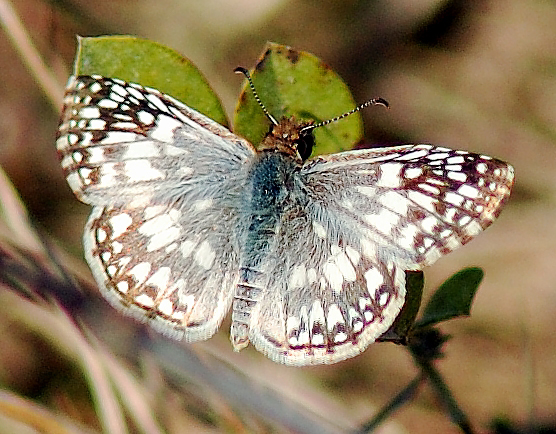
Pyrgus oileus din Florida (Pyrgini)

Aripile sunt ținute aproape când sunt închise sau când fluturii stau. Sunt de obicei bruni, negri sau cu puncte albe, însă unii pot fi frumos colorați. Unii au cozi lungi. 

## Taxonomie
Pyrginae este împărțită în 7 triburi:
- Celaenorrhini (7 genuri)
- Pyrrhopygini (4 subtriburi, 35 de genuri)
- Tagiadini (27 de genuri)
- Carcharodini (30 de genuri)
- Erynnini (30 de genuri)
- Achlyodidini (15 de genuri)
- Pyrgini (22 de genuri)